# Ratko Janew
Ratko Janew (mac. Ратко Jанев, ur. 30 marca 1939 w Sandanskim, zm. 31 grudnia 2019 w Belgradzie) – macedoński fizyk atomowy.

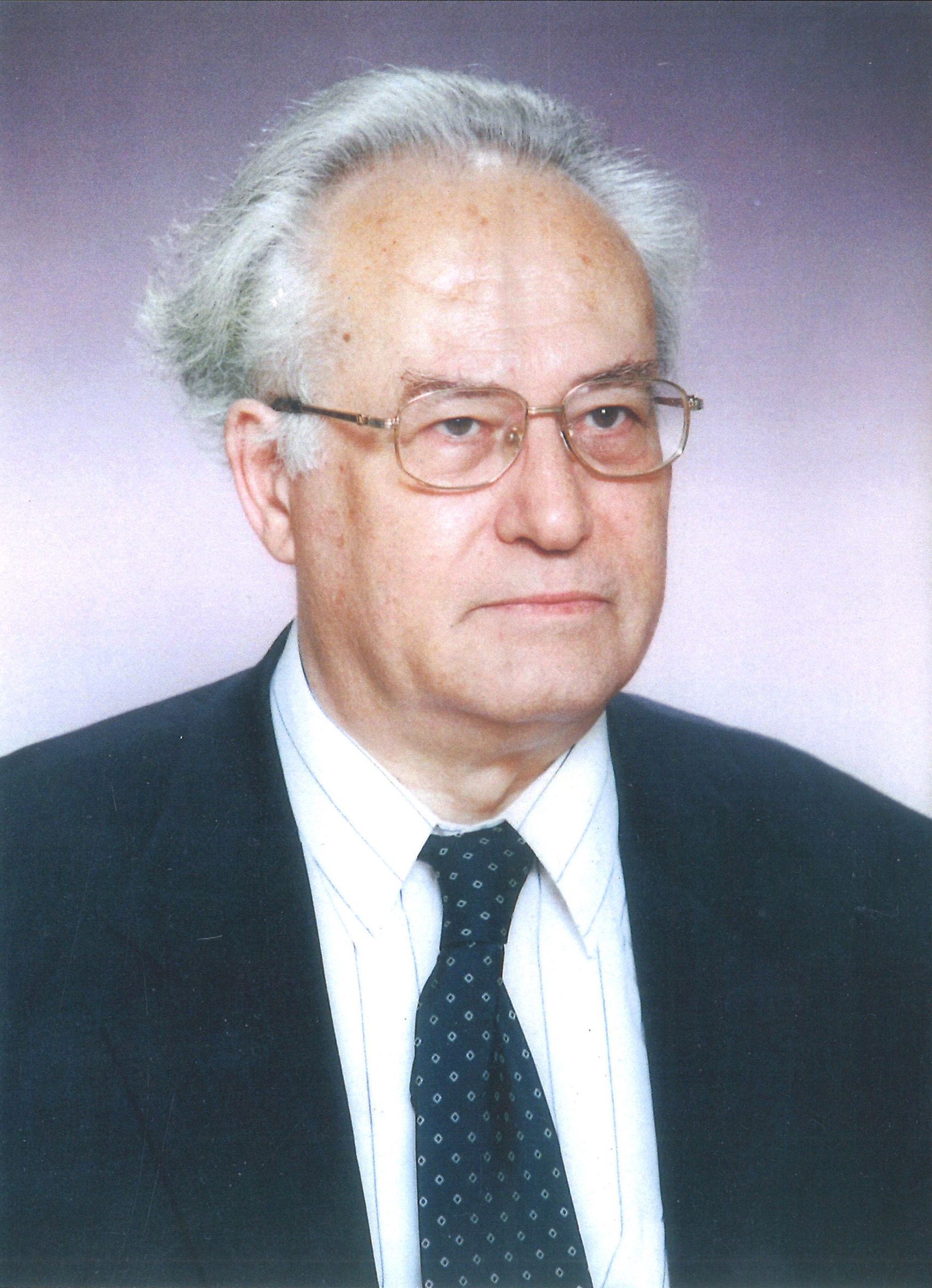
Ratko Janew

## Życiorys
Urodził się w Sandanskim (wówczas na terenie Carstwa Bułgarii). W 1957 roku ukończył szkołę średnią w Skopju, a następnie podjął studia na Wydziale Elektrotechniki Uniwersytetu w Belgradzie. Ukończył je w 1965 roku, po czym kontynuował edukację na Wydziale Nauk Przyrodniczych Uniwersytetu w Belgradzie. W 1965 roku rozpoczął pracę w Instytucie Badań Jądrowych „Boris Kidrič” w Vinča koło Belgradu. W latach 1966–1967 odbył specjalistyczne szkolenie na Leningradzkim Uniwersytecie Państwowym, gdzie prowadził badania do pracy doktorskiej, dotyczącej procesów wychwytu elektronu w wolnych zderzeniach atomowych. Stopień doktora uzyskał w 1968 roku na Wydziale Nauk Przyrodniczych Uniwersytetu w Belgradzie.
Ratko Janew kontynuował pracę naukową w Instytucie Badań Jądrowych Vinčado 1972 roku, następnie pracowała Instytucie Fizyki w Belgradzie (do 1987 roku). Od 1969 prowadził wykłady na Wydziale Nauk Przyrodniczych oraz Wydziale Matematyki Uniwersytetu w Belgradzie. W Latach 1970-1973 wykładał także fizykę atomową na Wydziale Matematyczno-Przyrodniczym Uniwersytetu Świętych Cyryla i Metodego w Skopju. Od 1988 do 1999 kierował programami dotyczącymi analizy danych dla badań kontrolowanej fuzji termojądrowej, prowadzonymi przez Międzynarodową Agencję Energii Atomowej w Wiedniu.
Prace naukowe Ratko Janewa dotyczą zagadnień teorii kwantowych interakcji cząstek atomowych, i procesów zderzeń między cząstkami atomowymi. Rozwinął teoretyczne aspekty zmiennego oddziaływania między cząsteczkami atomowymi i między cząstkami atomowymi, a powierzchniami stałymi. W późniejszych latach Janew koncentrował się na procesach atomowych i molekularnych zachodzących we wczesnych fazach tworzenia Wszechświata i galaktyk.
Opublikował ponad 300 artykułów naukowych, był autorem i współautorem 7 prac monograficznych, 27 artykułów przeglądowych oraz 12 rozdziałów w książkach.
W 2004 roku otrzymał nagrodę Fundacji Alexandra von Humboldta.